# Mario Vogt
Pour les articles homonymes, voir Vogt.
Mario Vogt, né le 17 janvier 1992 à Stuttgart, est un coureur cycliste allemand.

## Biographie
Mario Vogt naît le 17 janvier 1992 en Allemagne.
Il entre dans l'équipe Rad-net Rose en 2013.
À la fin de la saison 2019, il met fin à sa carrière de coureur professionnel. En 2021, il participe à des courses sur route pour le collectif « Embrace The World Cycling » et prend part notamment au Tour of Malopolska et au championnat d'Allemagne.

### Autres activités
En 2020, il présente avec Björn Thurau la version allemande de Global Cycling Network : « GCN auf Deutsch », une chaîne vidéo sur YouTube. 
Il fonde également la société SportSharing-Network. Grâce à ce réseau, les athlètes ont la possibilité de réserver des hébergements dans le monde entier en fonction des besoins propres à leur sport. En 2021, l'entreprise est nommée Start-up de l'année par la Fondation allemande d'aide au sport et reçoit une subvention de 12 000 euros pour le lancement de sa société.

## Palmarès
- 2008
  -  Champion d'Allemagne sur route cadets
- 2010
  - Tour du Valromey :
    - Classement général
    - 1re et 4e étapes

  - 1re étape du Tour de Basse-Saxe juniors
  - Classement général du Rothaus Regio-Tour
  - 2e des Trois Jours d'Axel
  - 2e du Tour de Basse-Saxe juniors
  - 3e du Grand Prix Rüebliland
- 2014
  - Mémorial Leo Wirth
  - 2e du Tour de l'Oder
  - 3e du championnat d'Allemagne de la montagne espoirs[5]
- 2016
  -  Champion d'Allemagne de la montagne
  -  Champion d'Allemagne du contre-la-montre par équipes
- 2018
  - Prologue du Tour de Cartier
  - Erzgebirgsrundfahrt
  - Mémorial Leo Wirth
  - Grand Prix Cham-Hagendorn
- 2019
  - Classement général du Tour de Iskandar Johor
  - 2e et 5e étapes du Tour des Philippines
- 2021
  - 8e étape du Tour du Faso

## Classements mondiaux
| Année           | 2012 | 2013 | 2014 | 2015 | 2016   | 2017 | 2018   | 2019 |
| --------------- | ---- | ---- | ---- | ---- | ------ | ---- | ------ | ---- |
| UCI Asia Tour   |      |      |      |      |        | 343e | 428e   |      |
| UCI Europe Tour | 552e |      | 622e |      | 1 199e |      | 1 161e | 750e |